# Ivanhoe (TV-serie, 1997)
Ivanhoe är en brittisk miniserie producerad av BBC och A&E från 1997, baserad på sir Walter Scotts roman Ivanhoe från 1820. I huvudrollerna ses Steven Waddington, Susan Lynch, Ciarán Hinds och Victoria Smurfit. 

## Rollista i urval
- Steven Waddington - Ivanhoe
- Ciaran Madden - Urfried
- Ciarán Hinds - Bois Guilbert
- Susan Lynch - Rebecca
- Jimmy Chisholm - Wamba
- Nick Brimble - Front de Boeuf
- Valentine Pelka - Maurice de Bracy
- David Nicholls - Lille John
- James Cosmo - Cedric
- Chris Walker - Athelstane
- Simon Donald - Louis Winklebrand
- Roger Ashton-Griffiths - Prior Aymer
- Dermot Keaney - Broder Ambrose
- Trevor Cooper - Gurth
- Ron Donachie - Broder Tuck
- Aden Gillett - Robin of Locksley
- David Horovitch - Isaac
- Rory Edwards - Kung Rikard
- Victoria Smurfit - Rowena
- Peter Guinness - Montfitchet
- Christopher Lee - Beaumanoir
- Jack Klaff - Malvoisin
- Peter Needham - Abbot
- David Barrass - Hubert
- Renny Krupinski - Bardon
- Ralph Brown - Prins John
- Ronald Pickup - Fitzurse
- Siân Phillips - Eleonora av Akvitanien